# Cyclocephala testacea
Cyclocephala testacea är en skalbaggsart som beskrevs av Hermann Burmeister 1847. Cyclocephala testacea ingår i släktet Cyclocephala och familjen Dynastidae. Inga underarter finns listade i Catalogue of Life.